# 悪態祭り (笠間市)
悪態祭り（あくたいまつり）は、茨城県笠間市泉の愛宕山山腹にある愛宕神社の北に位置する飯綱神社の、参詣人の悪口が行事最中に飛び交う「悪態祭」の類型に入る祭である。「悪退祭」とも表記される。愛宕神社は「悪退祭」が正しい呼び名であると述べている。「祭」を茨城県では「マチ」と呼ぶことから、「悪態まち」とも呼ばれる。

## 概要
悪態祭りが行われる愛宕神社、飯綱神社がある愛宕山には13の天狗が住み着き、妖魔や疫病から人々を守ったという伝説があり、祭りにおいても天狗が登場する。
天狗に扮した者らが愛宕山中の祠を巡り供物を捧げる。その道中、参詣者らが天狗に向かい「バカヤロー!」「しっかり歩け!」等の悪口を浴びせる。天狗は無言の行をしているので言い返さない。参詣者同士でも罵り合いが起こる。なぜか、「格好いいぞー!」「ありがとう!」等の声援めいた掛け声もかかる。祠に捧げられた供物は御利益があるとのことから、捧げられた直後に参詣者間で壮絶な奪い合いが起こる。祭りのクライマックスは愛宕神社の境内での、天狗からの餅や菓子のばらまきで、餅等を求める参詣者の野次と奪い合いで盛り上がる。最後は参加者全員の「バカヤロー!」大唱和で締める、といった光景が繰り広げられる祭りである。地元では日本三大奇祭の一つ、と広報している。
祭の開催日は慣例では旧暦の11月14日となっているが、2006年からは12月の第3日曜日に開催されるようになっている。昔は深夜に行われていたが、今は日中に行われており、2016年12月18日での開催時間は、13時30分から16時までであった。

## 現在の行事内容
2005年（平成17年）以降、行事内容を伝える記事・映像等がいくつか存在しており、それらから窺える現在の行事内容は以下のとおりである。
氏子達13名は愛宕神社社務所で白装束、白マスクを着用し大天狗1名、小天狗12名に扮装する。飯綱神社で無言の神事が行われ、天狗に青竹と供物が手渡される。供物は板製のお膳、硬貨、和紙で包んだ餅、カワラケである。カワラケは素焼きの皿である。記録映像では他にすりつぶした米も供物に加えている様子も見られる。お膳とカワラケは藁ゴザに包まれ天狗に渡される。天狗の内1名は餅と硬貨とすりつぶした米を入れた箱を持つ。

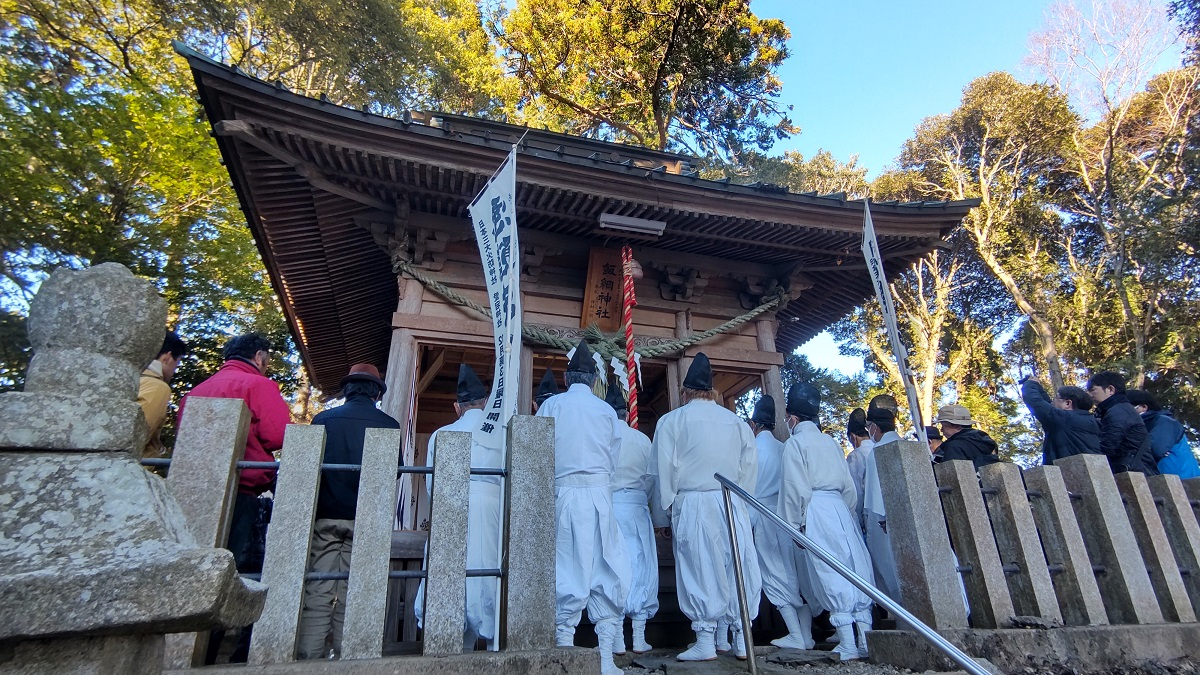
飯綱神社での祈祷
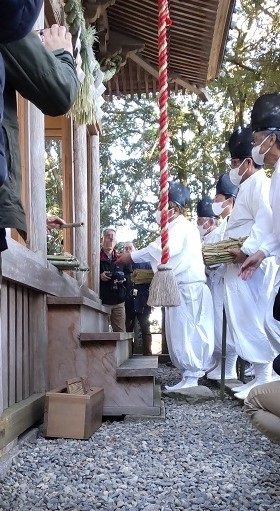
飯綱神社での祈祷
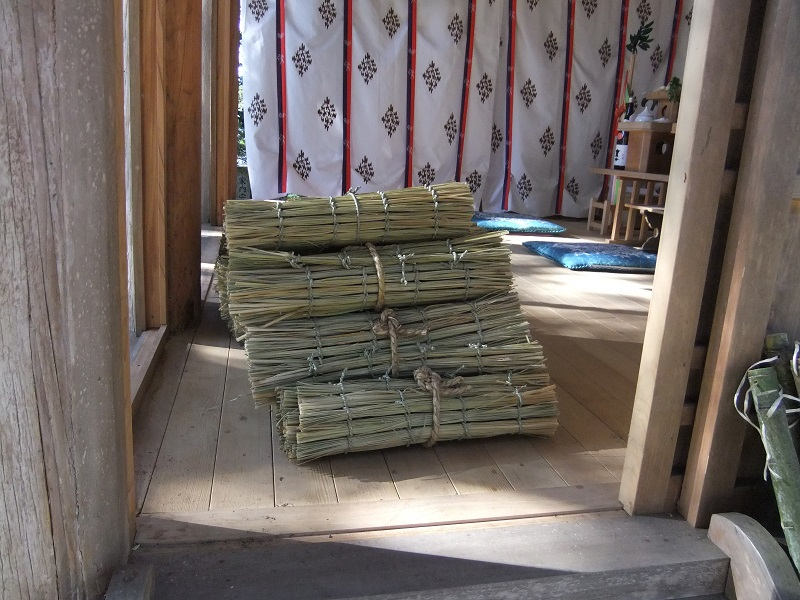
藁に包まれた供物
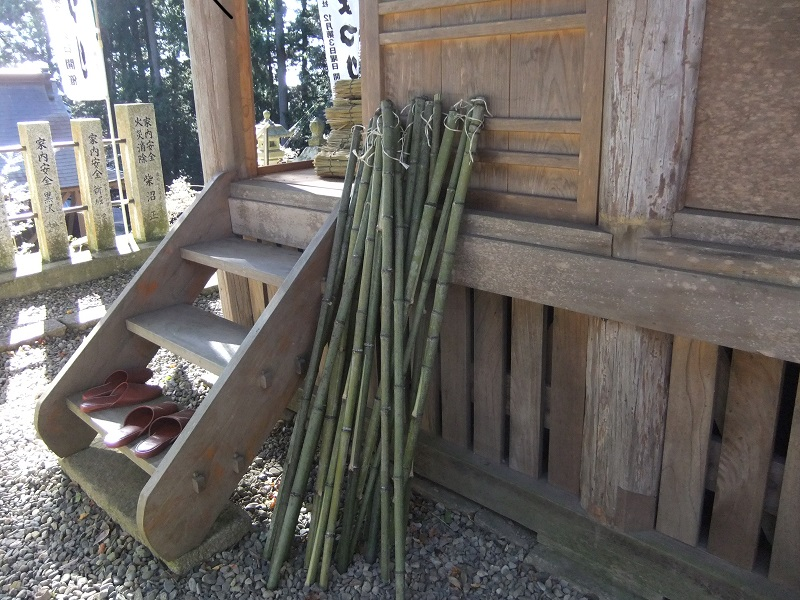
青竹

神事が終わると、天狗13名と神職1名が車で愛宕山の麓まで下り祠への巡拝が始まる。この時、小天狗は青竹を持っている。これは供物を奪おうとする参詣者を叩く為のものである。供物を捧げるべき祠は以下の18箇所である。但し、8番目の石尊様は礼拝が事前に行わている。又、最後の御泉井神は巡拝場所に含まれてはいるが祭り当日に巡拝を行っている様子は資料から見つけることが出来ない。ゆえに祭りで巡拝する祠は16箇所であり、16箇所の祠を巡る距離は約4キロメートルである。
1. 水神様：祭りの出発点であり、五霊池近くにある[16]。北緯36度17分10秒 東経140度15分42秒 / 北緯36.286228度 東経140.261784度
2. 毘沙門：毘沙門天を司る[16]。北緯36度17分09秒 東経140度15分54秒 / 北緯36.285778度 東経140.265137度
3. 睨み不動（東）：上水配水施設脇に出る山道にある[16]。北緯36度17分25秒 東経140度15分48秒 / 北緯36.290290度 東経140.263207度
4. 睨み不動（西）：3と道を挟み設置されている[16]。北緯36度17分25秒 東経140度15分47秒 / 北緯36.290280度 東経140.263168度
5. 春日様：愛宕山頂に登る車道の二の鳥居を少し登った斜面にある。奈良県の春日大社を勧請している[16]。北緯36度17分29秒 東経140度15分31秒 / 北緯36.291429度 東経140.258733度
6. 松毬不動：百石段入口から車道を少し下った斜面にある。大聖不動明王を祀っており、"松から不動さん"と愛称される[16]。北緯36度17分27秒 東経140度15分20秒 / 北緯36.290893度 東経140.255558度
7. 軍陀利様：百石段を入口から少し登った場所にある。軍荼利明王を祀る[16]。北緯36度17分26秒 東経140度15分17秒 / 北緯36.290554度 東経140.254714度
8. 石尊様：天狗修行の地とされる。この場所が事前に参拝されている。北緯36度17分29秒 東経140度15分19秒 / 北緯36.291422度 東経140.255410度
9. 百石段不動：百石段の中程にある。"百かぎ不動"と呼ばれ不動明王を祀る[16]。北緯36度17分28秒 東経140度15分16秒 / 北緯36.291132度 東経140.254559度
10. 愛宕神社：ここでは拝殿内に天狗達が上がり神事が執り行われている。北緯36度17分30秒 東経140度15分17秒 / 北緯36.291656度 東経140.254587度
11. 飯綱神社：北緯36度17分31秒 東経140度15分17秒 / 北緯36.291995度 東経140.254586度
12. 松尾神社：京都の松尾神社が本社である。酒造りの神を祀る[16]。北緯36度17分31秒 東経140度15分16秒 / 北緯36.291942度 東経140.254440度
13. 六角殿：北緯36度17分32秒 東経140度15分17秒 / 北緯36.292091度 東経140.254592度
14. 十三天狗祠：この祠には巡拝に出る前にあらかじめ生きた鮒と甘酒の入った竹筒が供えられる。北緯36度17分32秒 東経140度15分17秒 / 北緯36.292108度 東経140.254598度
15. 竜神様：北緯36度17分31秒 東経140度15分17秒 / 北緯36.291935度 東経140.254673度
16. 出雲神社：大国主命を祀る[16]。北緯36度17分31秒 東経140度15分17秒 / 北緯36.291849度 東経140.254696度
17. 阿夫利神社：大山祇大神（オオヤマツミ）を祭神とする神奈川県伊勢原市の大山阿夫利神社に繋がる。北緯36度17分31秒 東経140度15分17秒 / 北緯36.291845度 東経140.254792度
18. 御泉井神

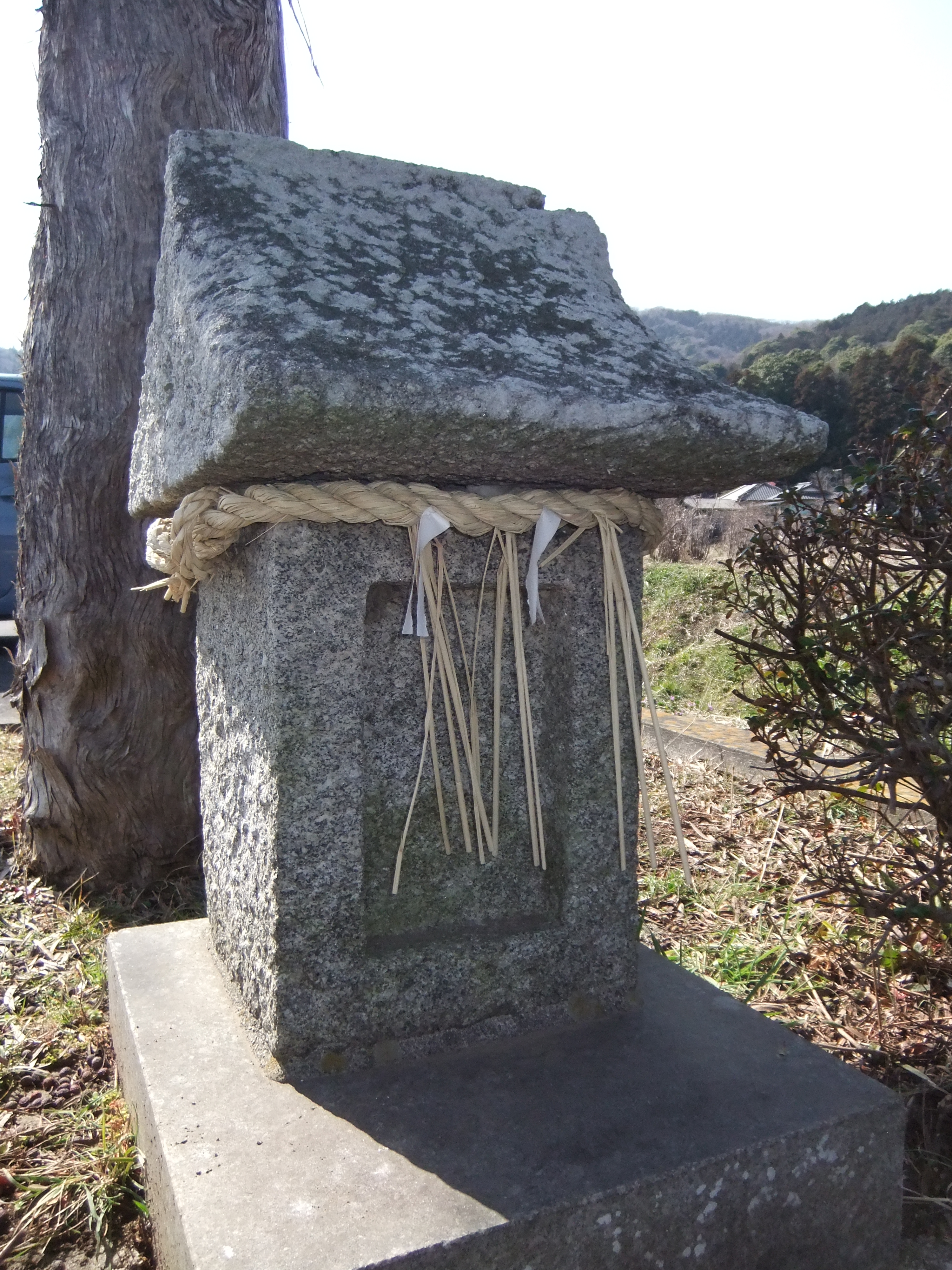
水神様
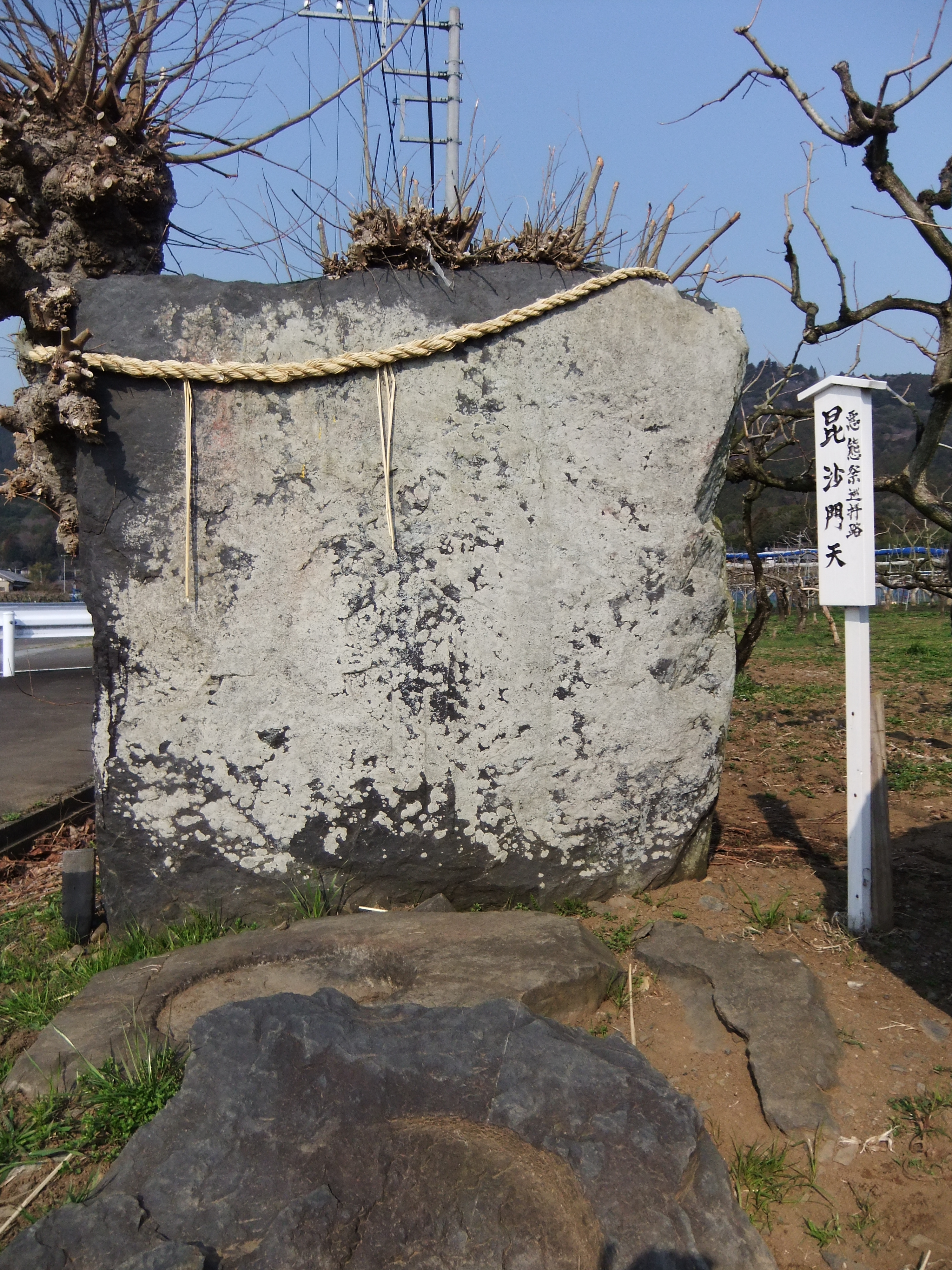
毘沙門
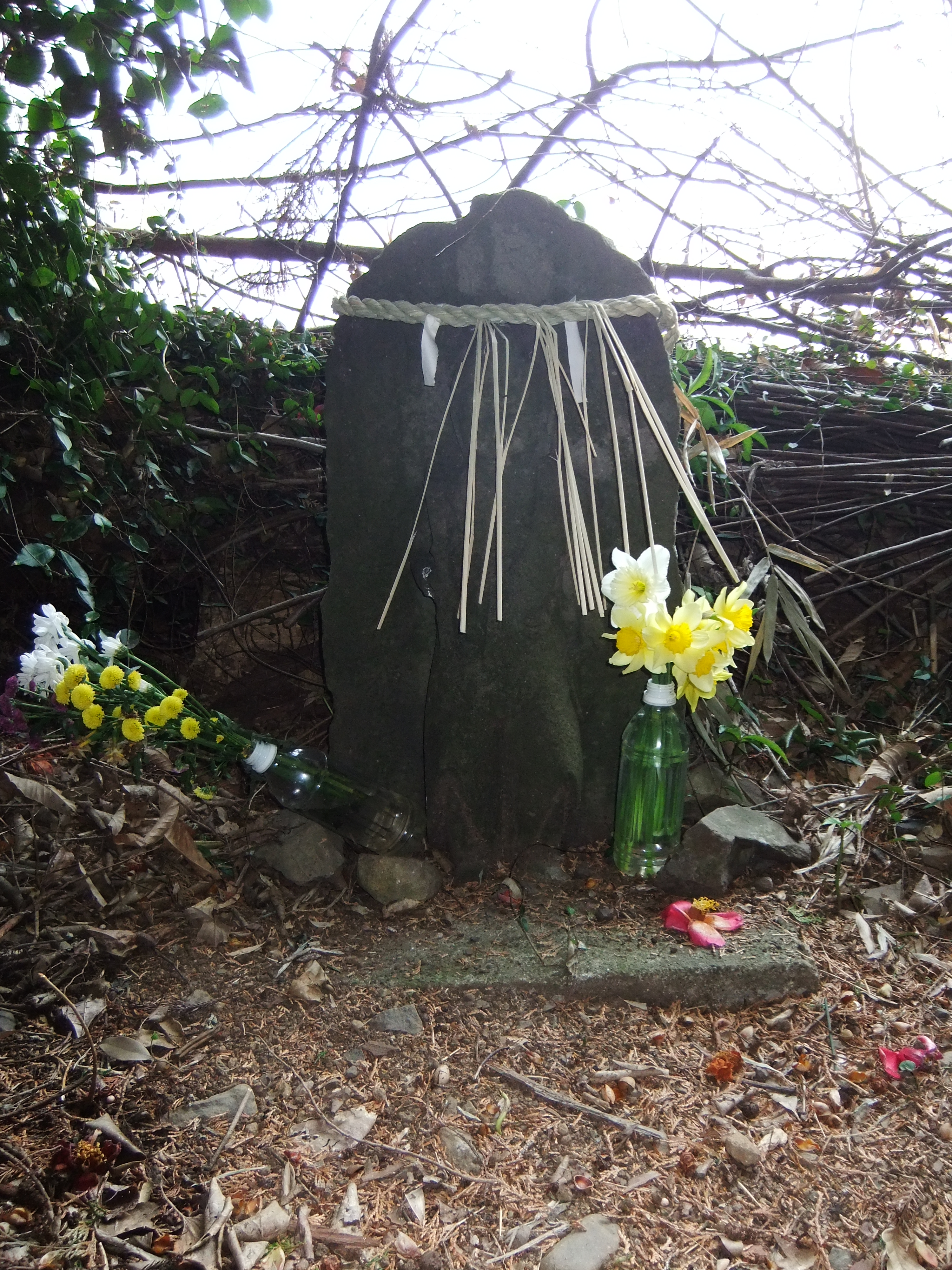
睨み不動（東）
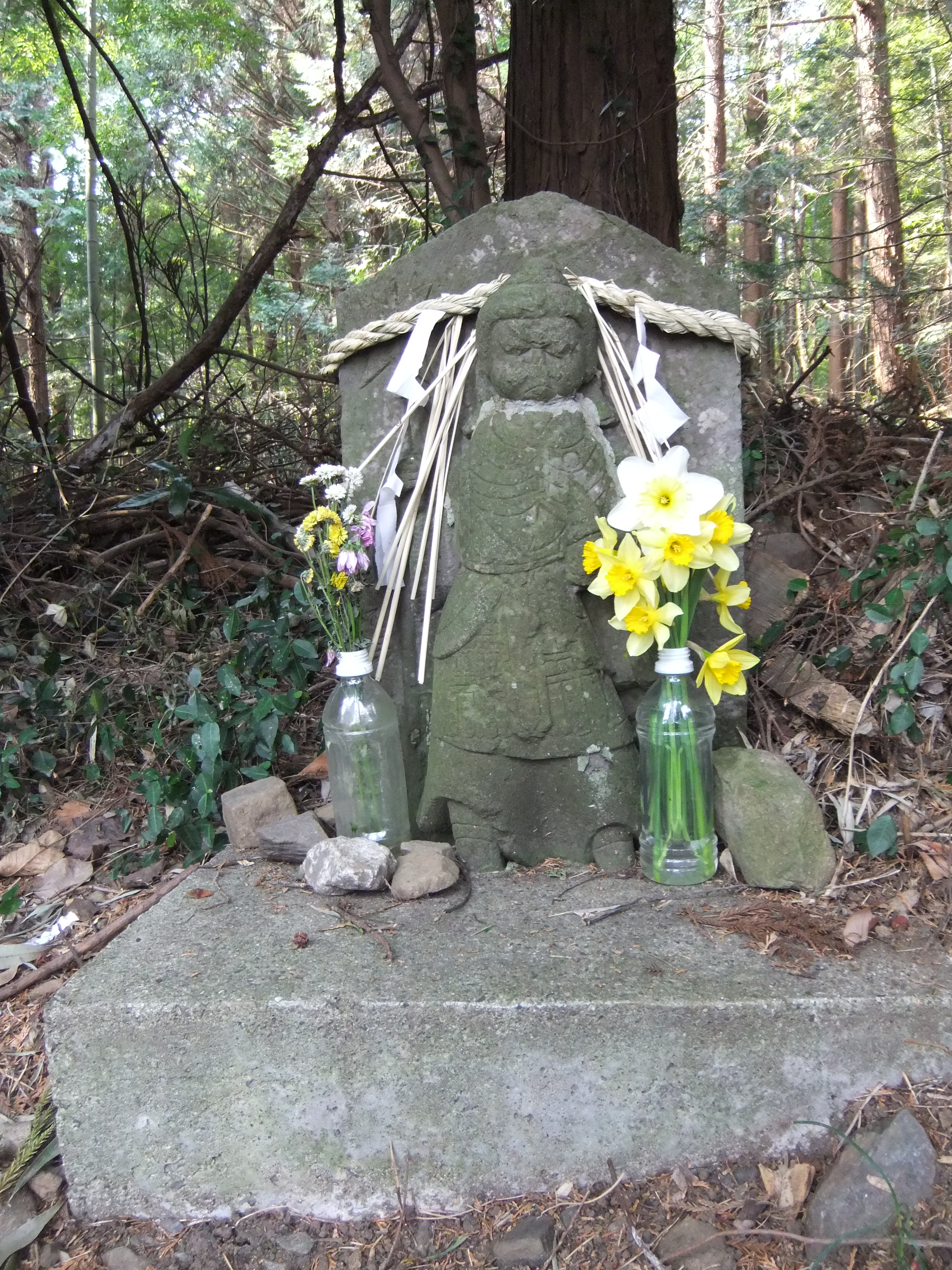
睨み不動（西）
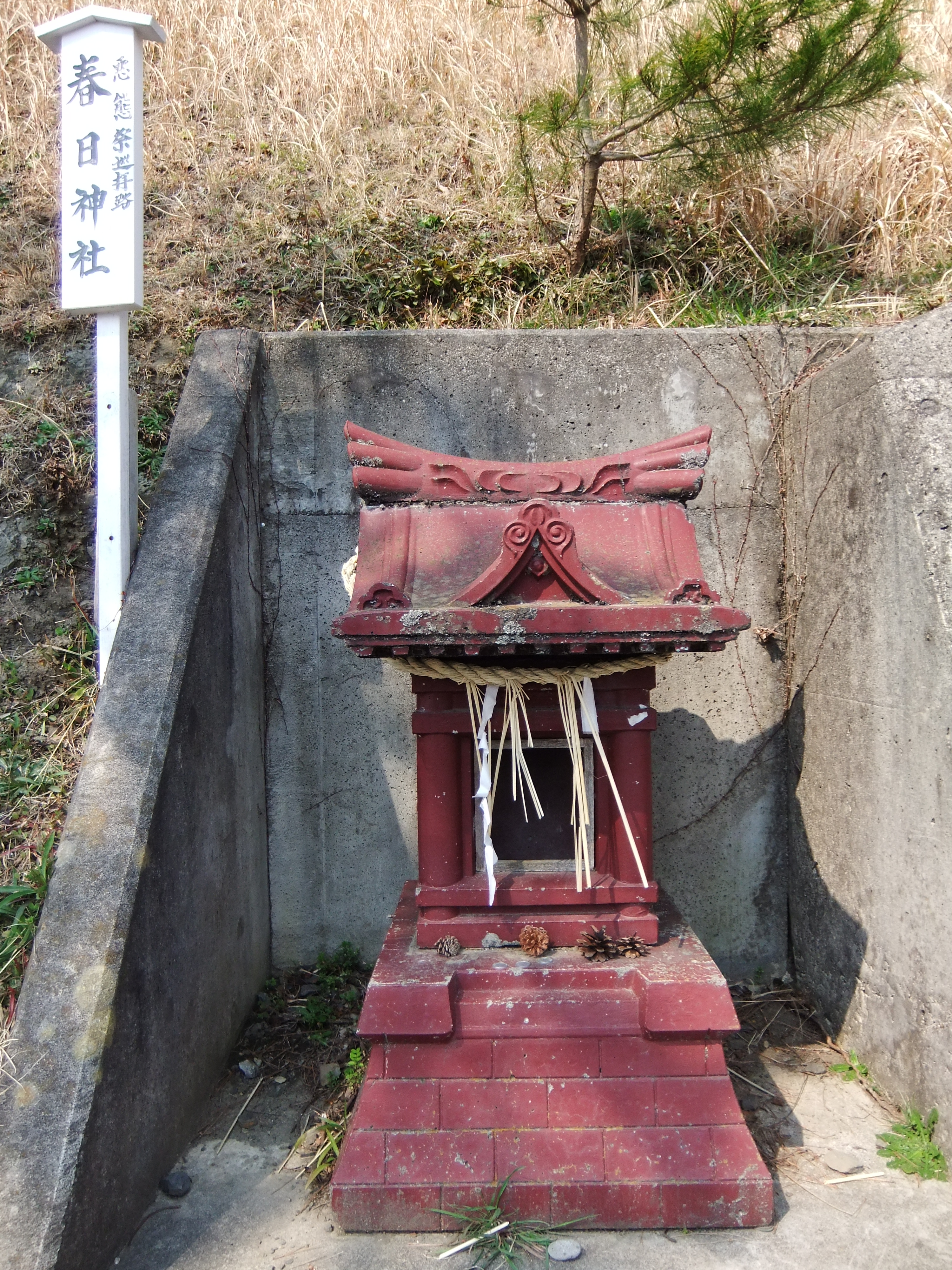
春日様
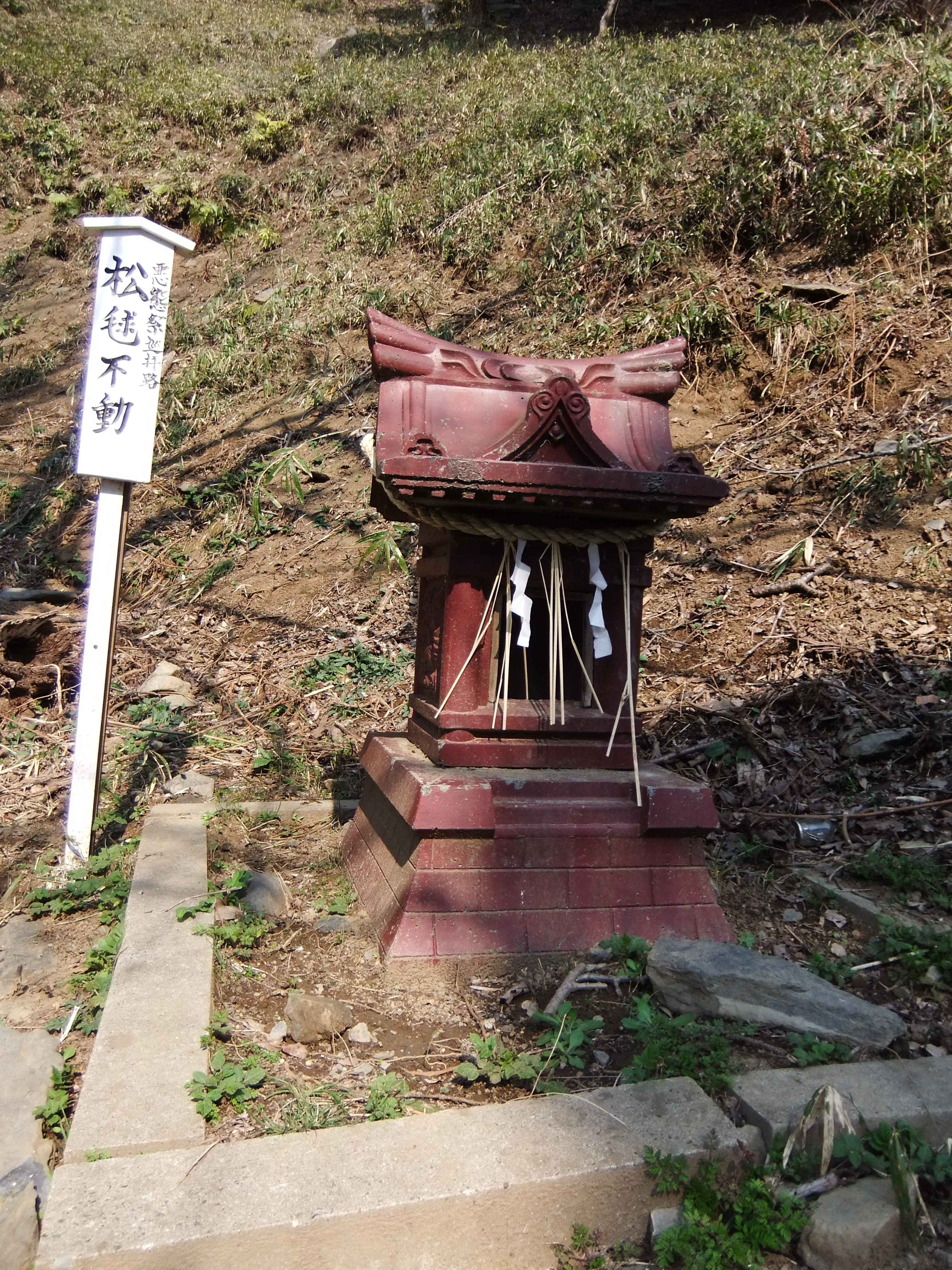
松毬不動
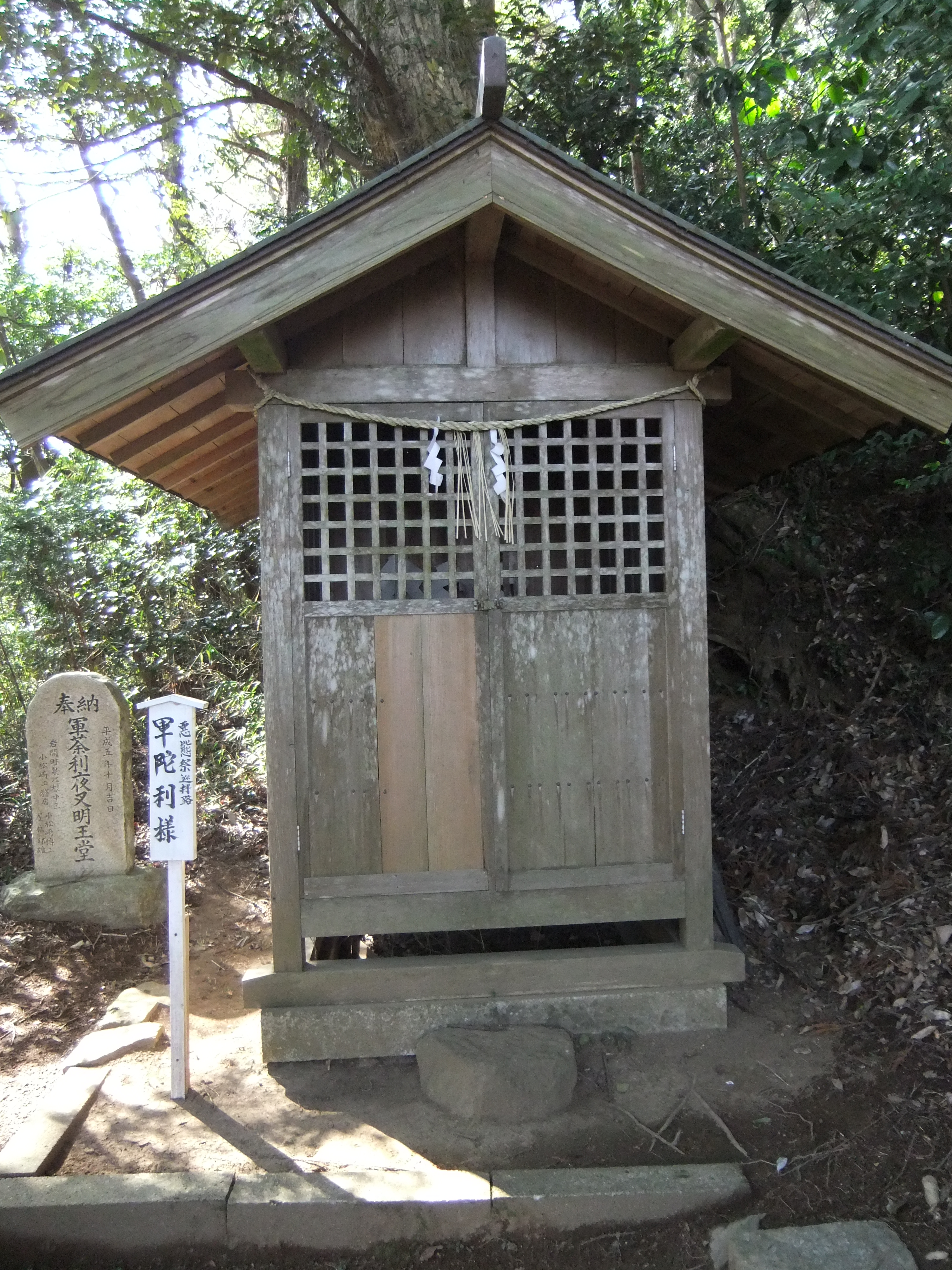
軍陀利様
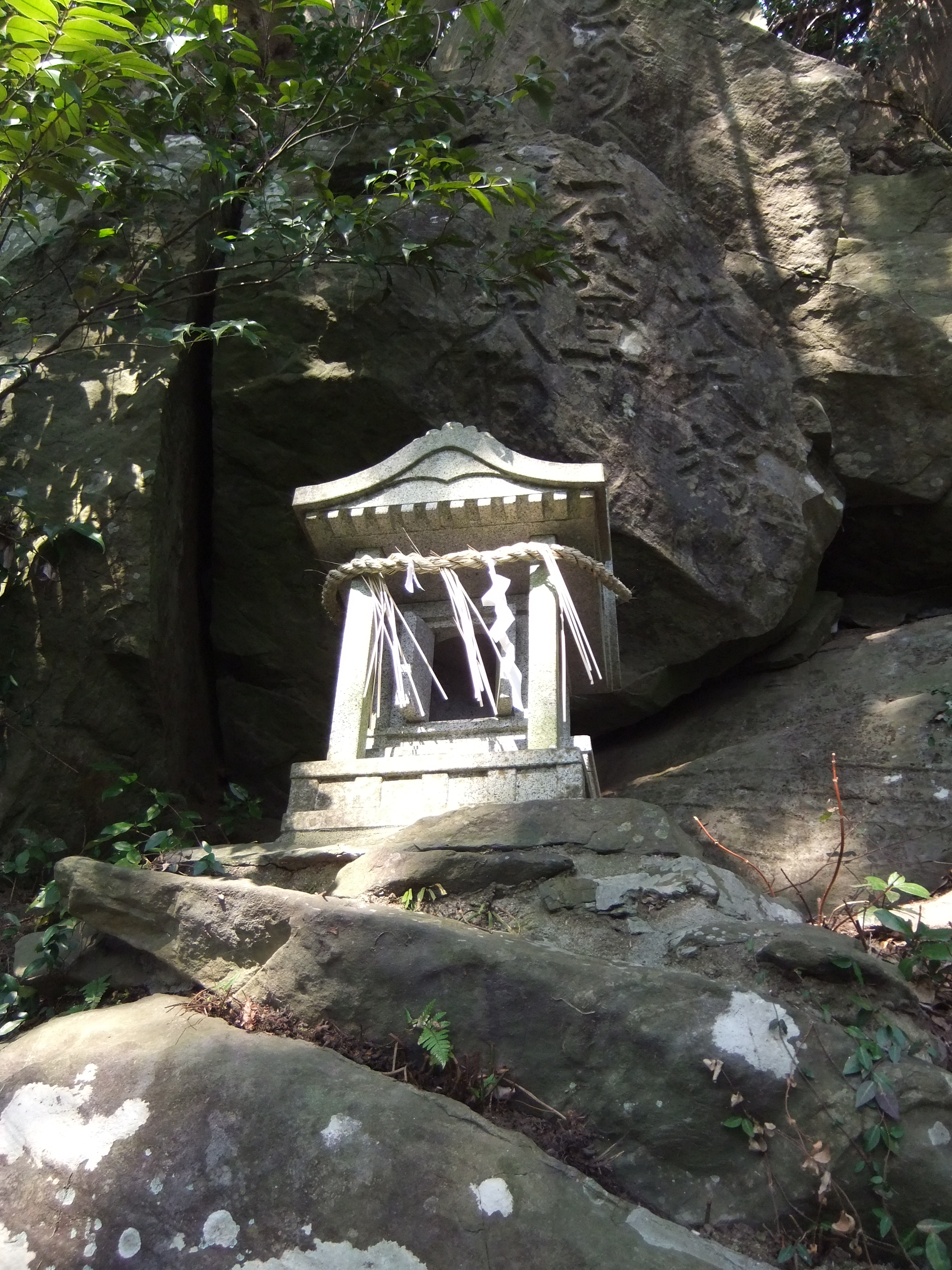
石尊様
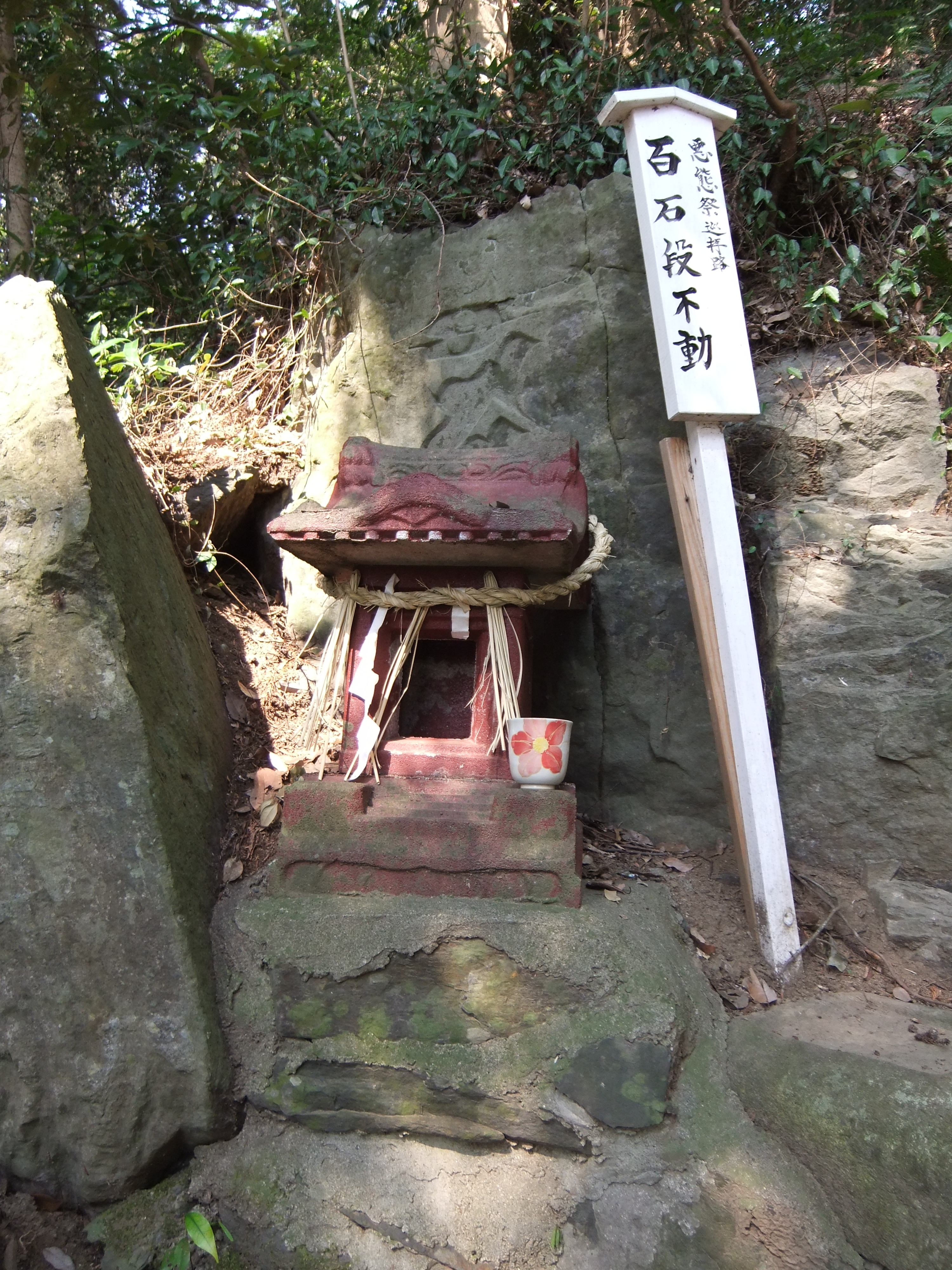
百石段不動
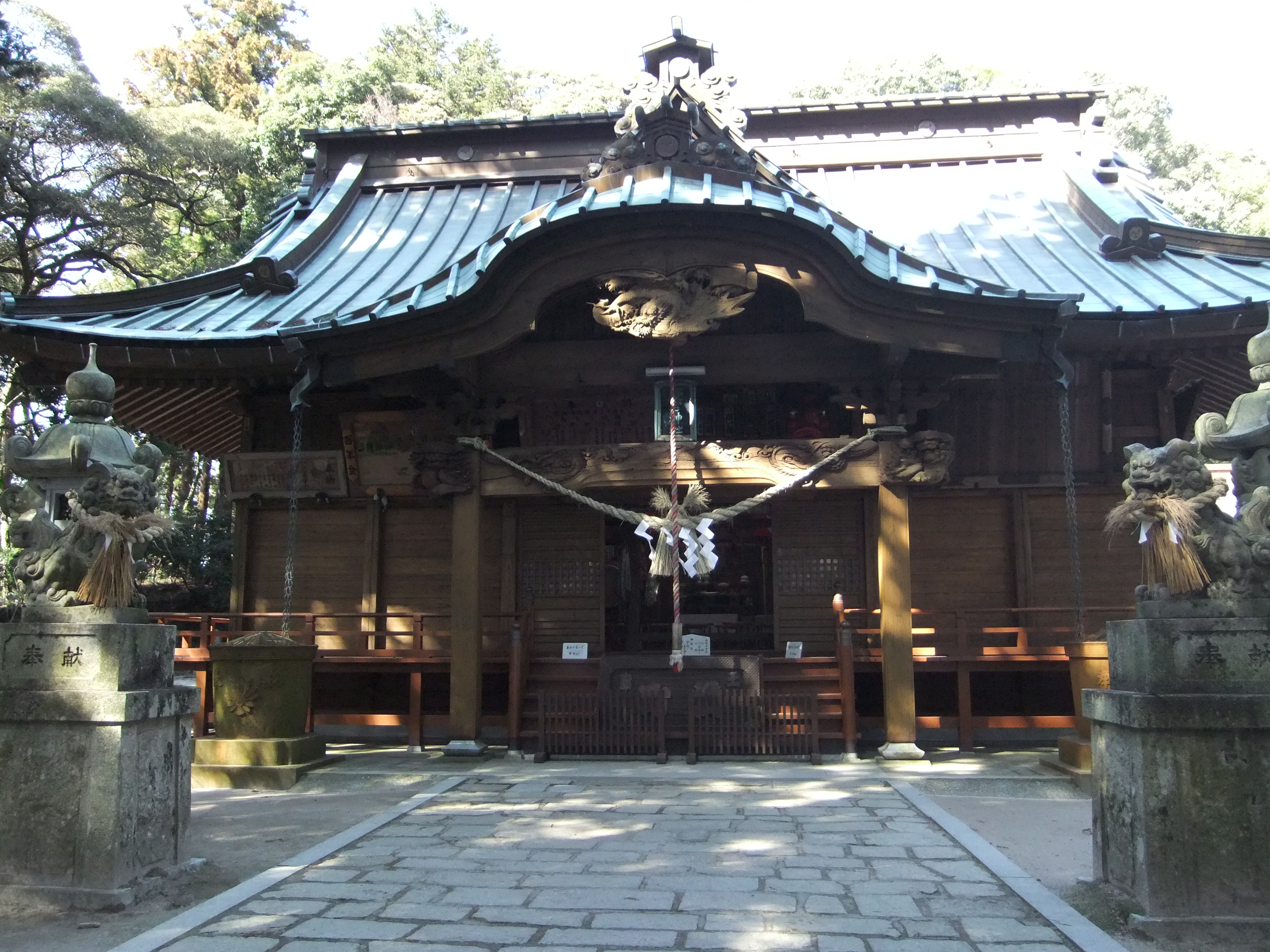
愛宕神社
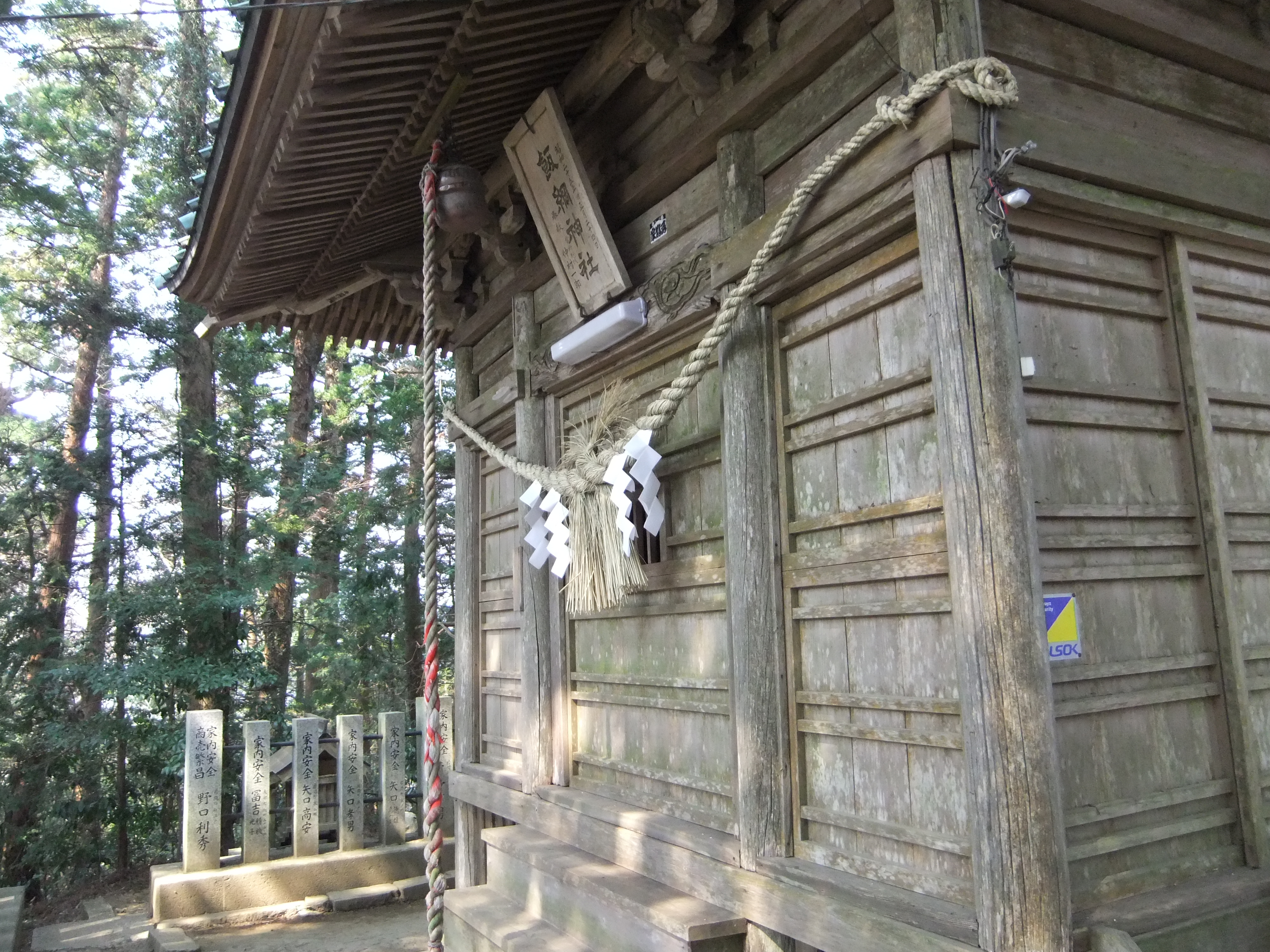
飯綱神社
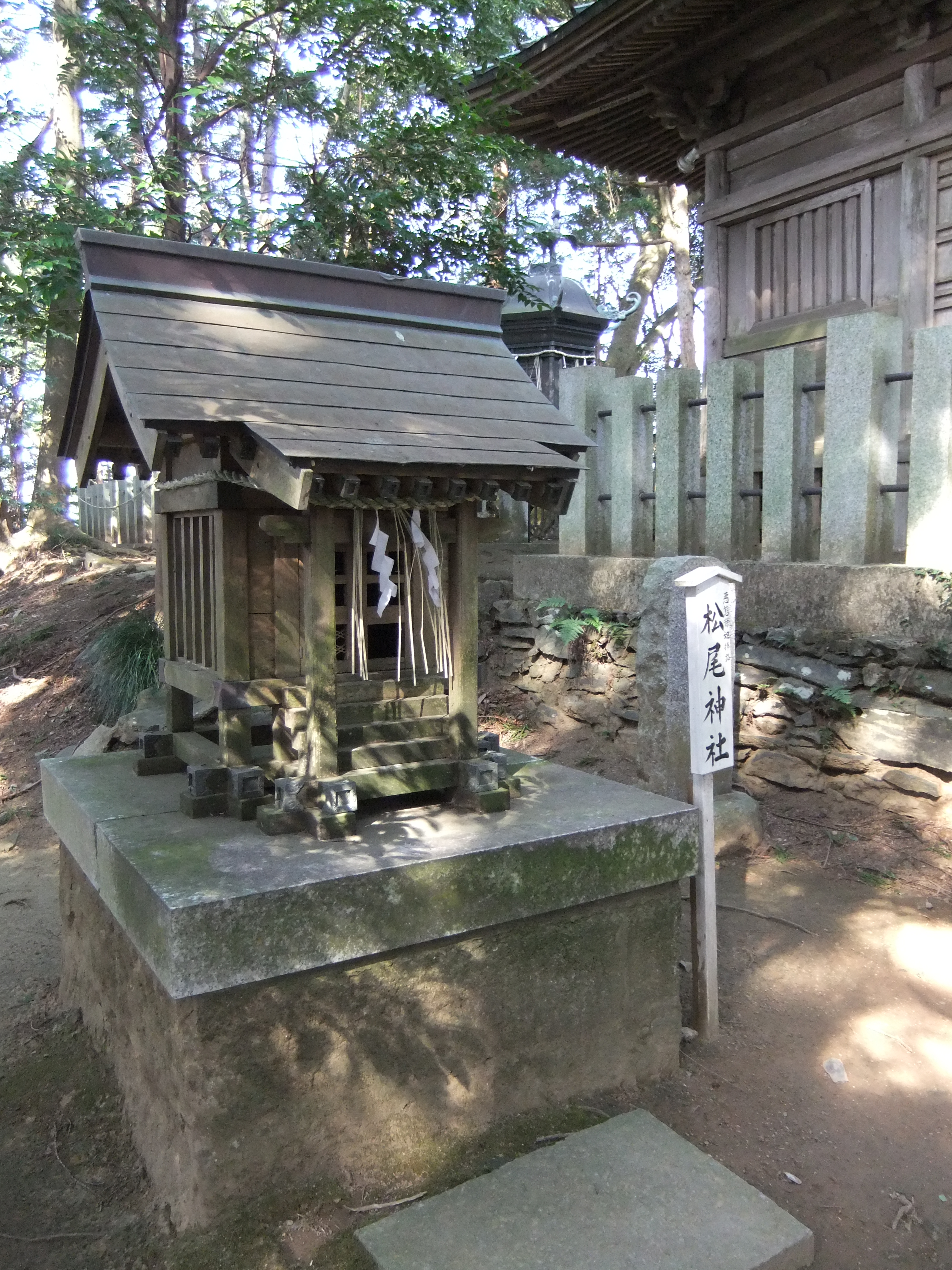
松尾神社
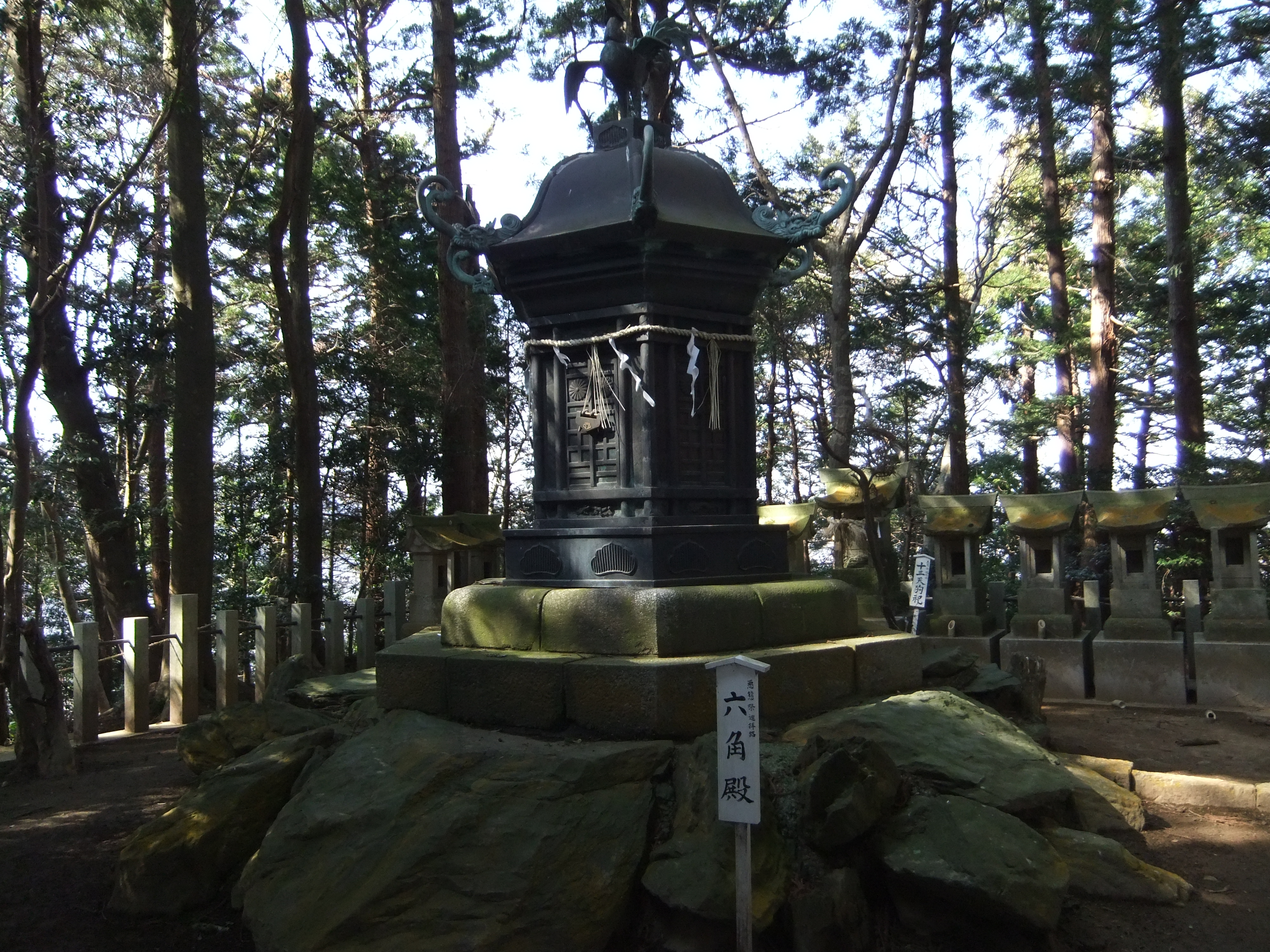
六角殿
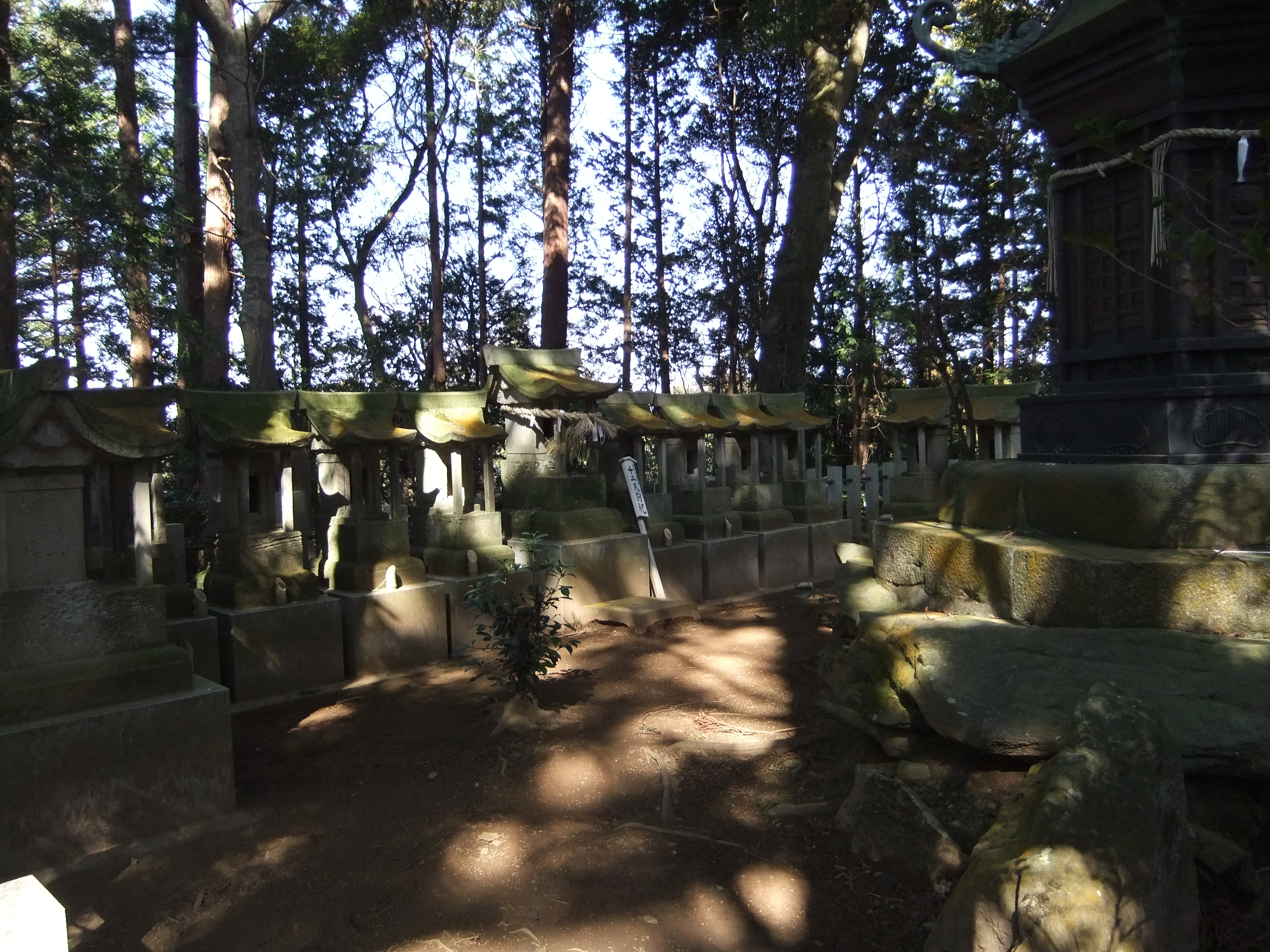
十三天狗祠
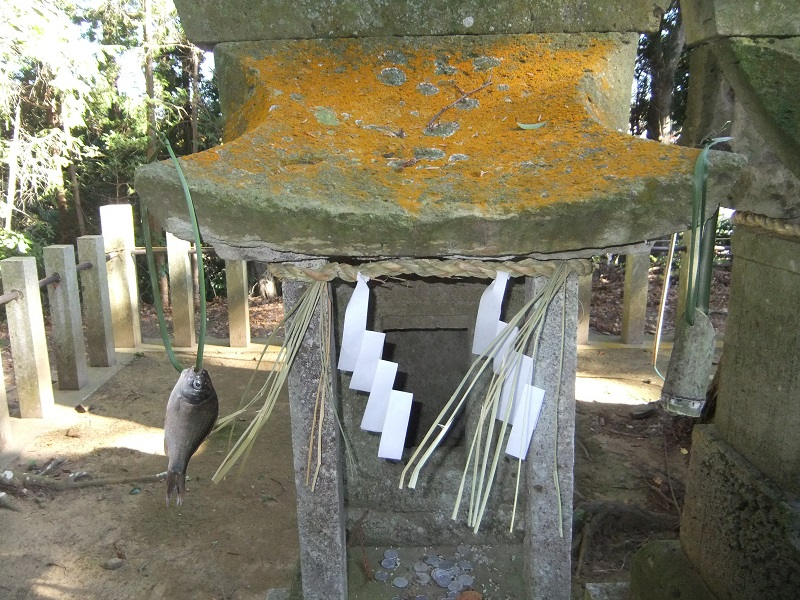
祭り当日の十三天狗祠
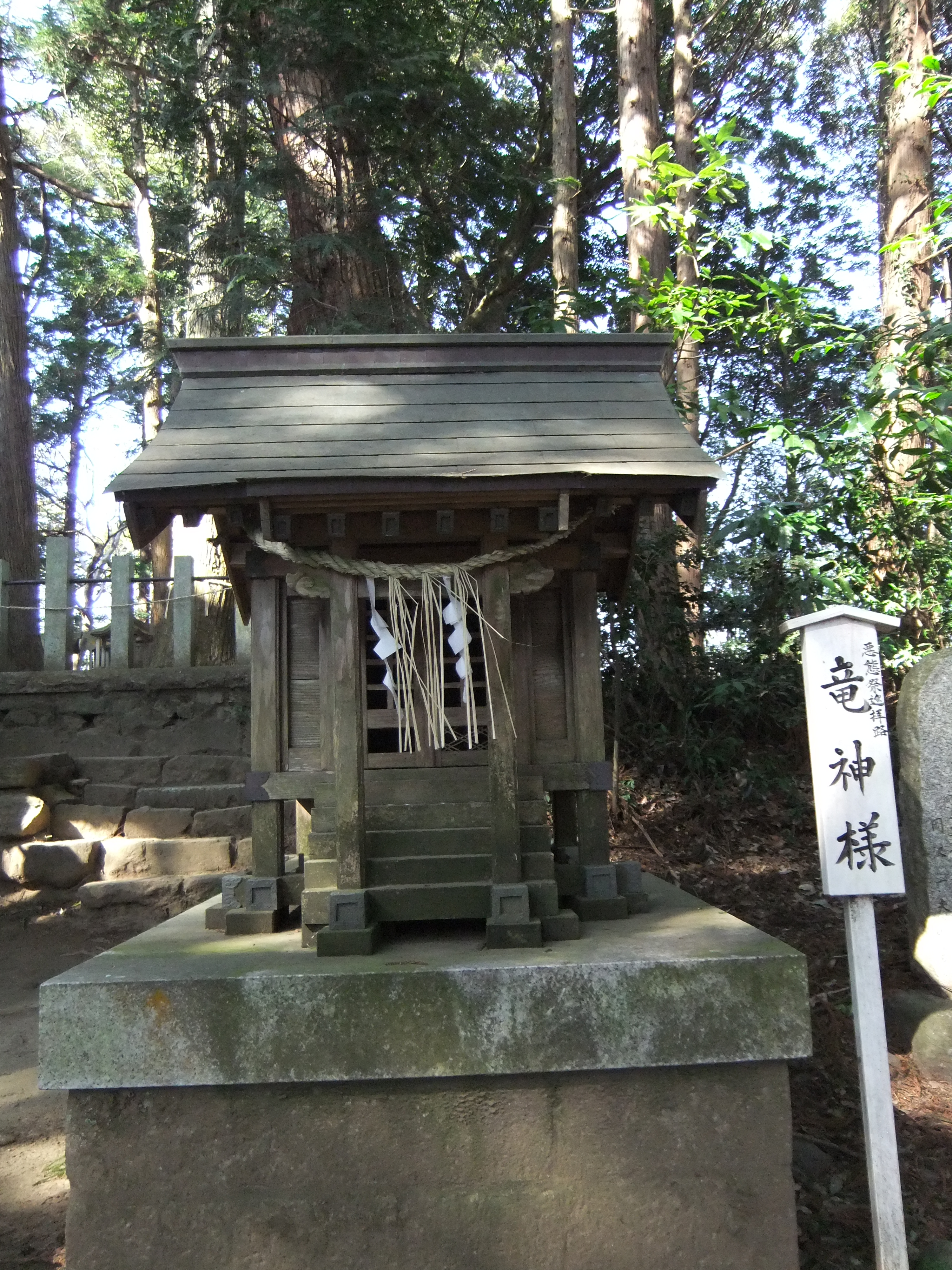
竜神様
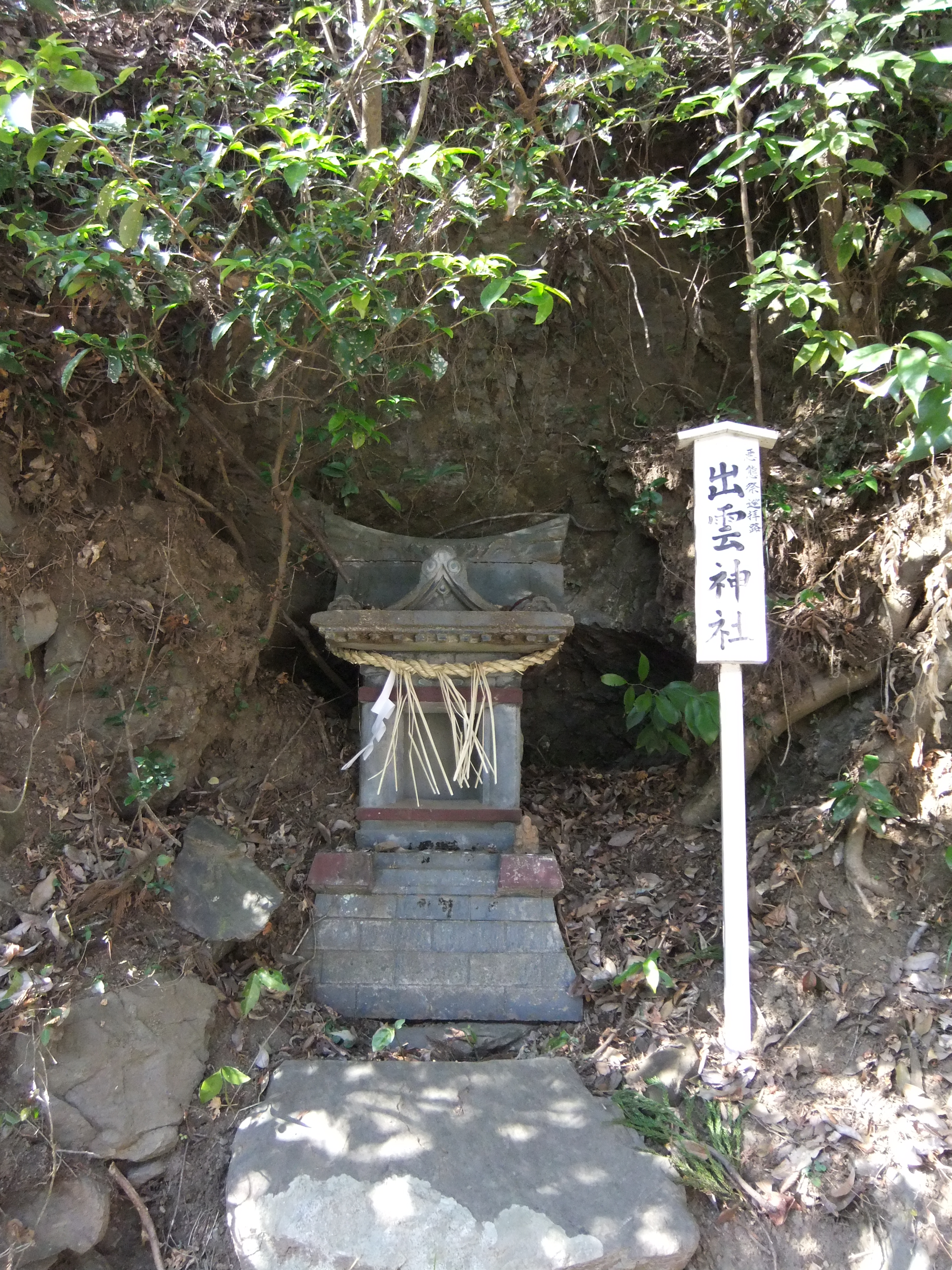
出雲神社
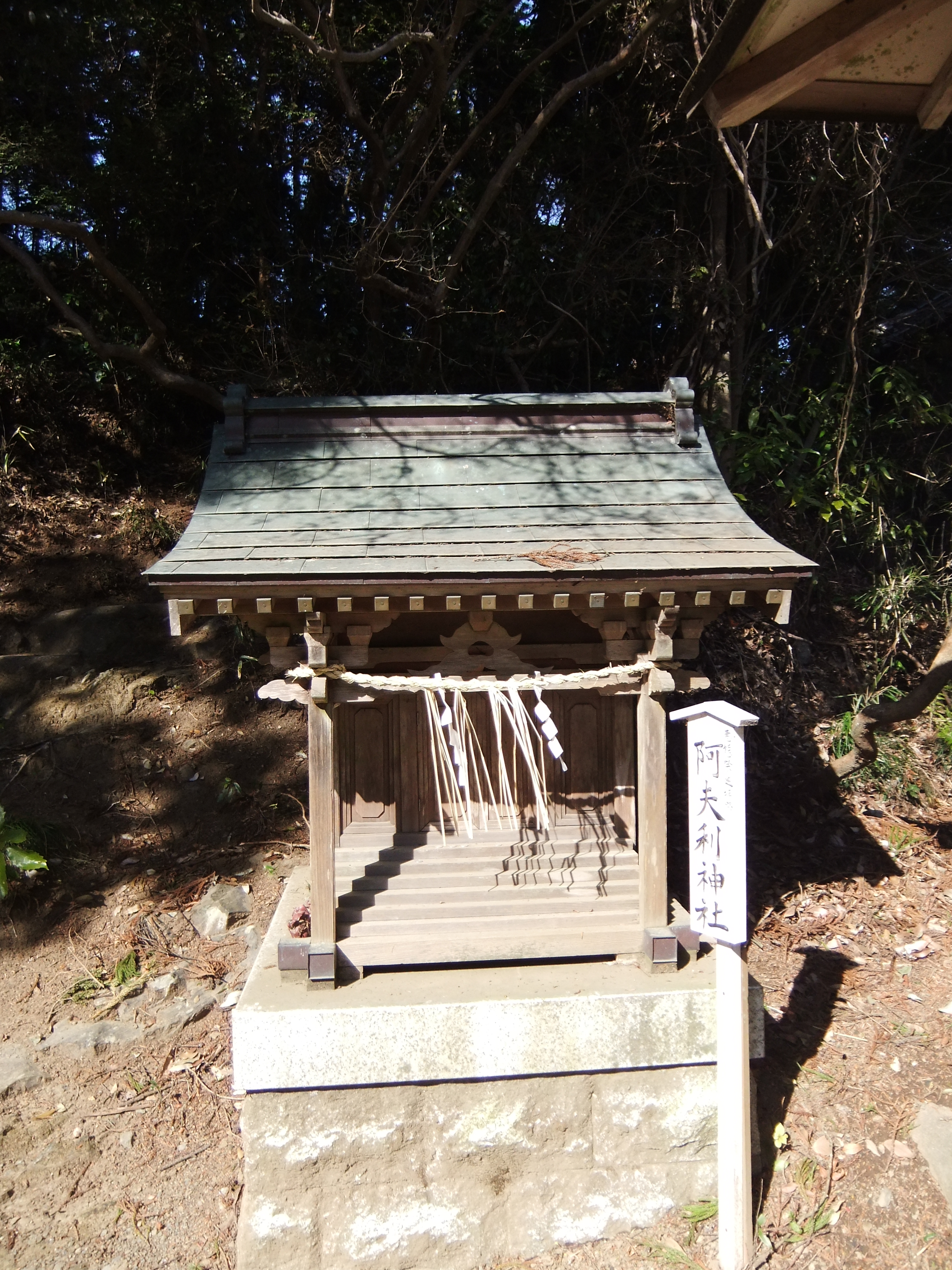
阿夫利神社
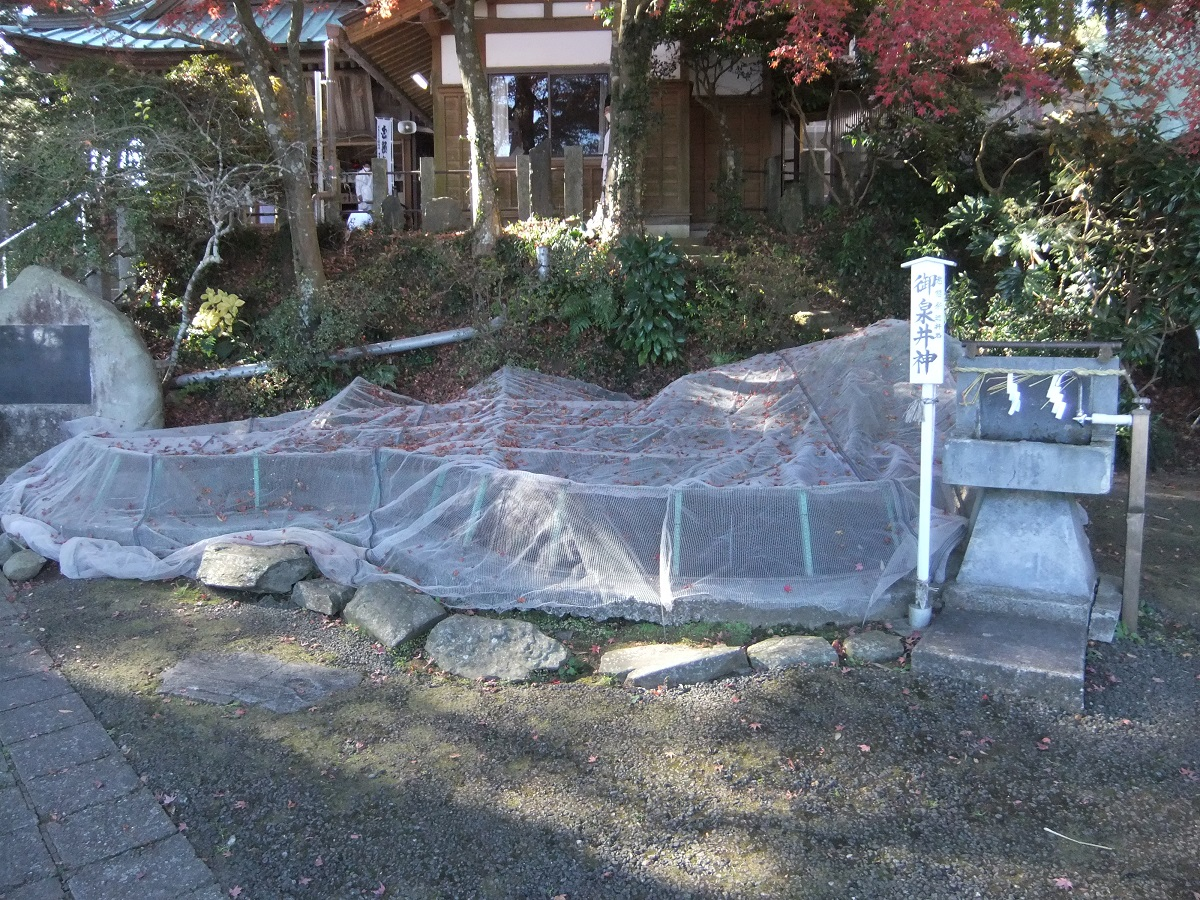
御泉井神

各祠では供物を我先に奪おうとする参詣者が先回りして周りを取り囲んでいる。天狗は彼らをかき分け、神職が通る道を開ける。そして天狗が持っている藁ゴザが祠の前で開かれ、そこに餅等の供物入れた箱を持った天狗が餅等をカワラケの上に置き、神職の無言の祝詞が始まる。その祝詞が終わるか終わらないうちに参詣者が供物を横さらいする。時に参詣人同士で激しい争奪が起こる。
天狗達の巡拝には悪口を言う役の者が同行して、参詣人を煽っている。

最後の祠への巡拝が終わると神職と天狗達は愛宕神社に戻る。天狗達は白マスクから天狗の面に付け替えてから、境内に集まった参詣者への餅まきを始める。巡拝中持っていた青竹も参詣者に与えられ、祭りは終了する。

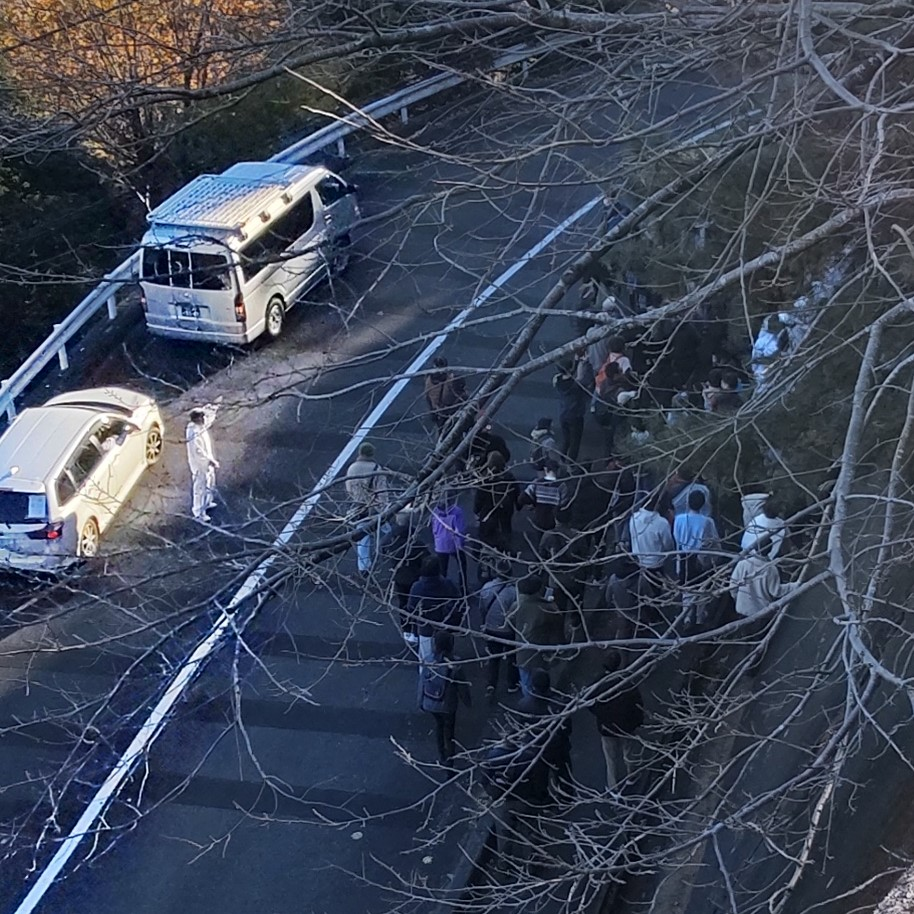
祠（春日様）に群がる参拝者
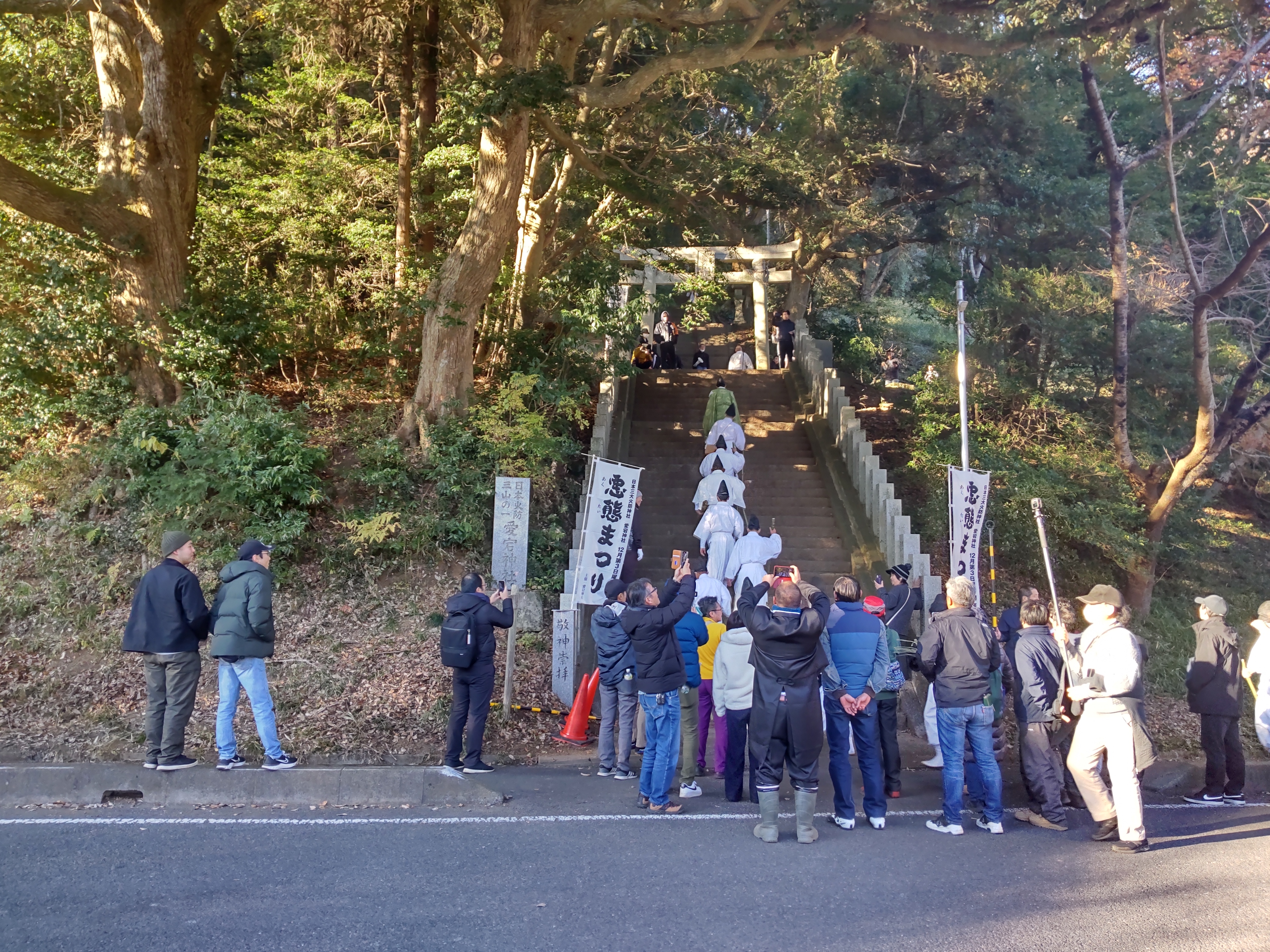
愛宕神社への石段を登る神官一行
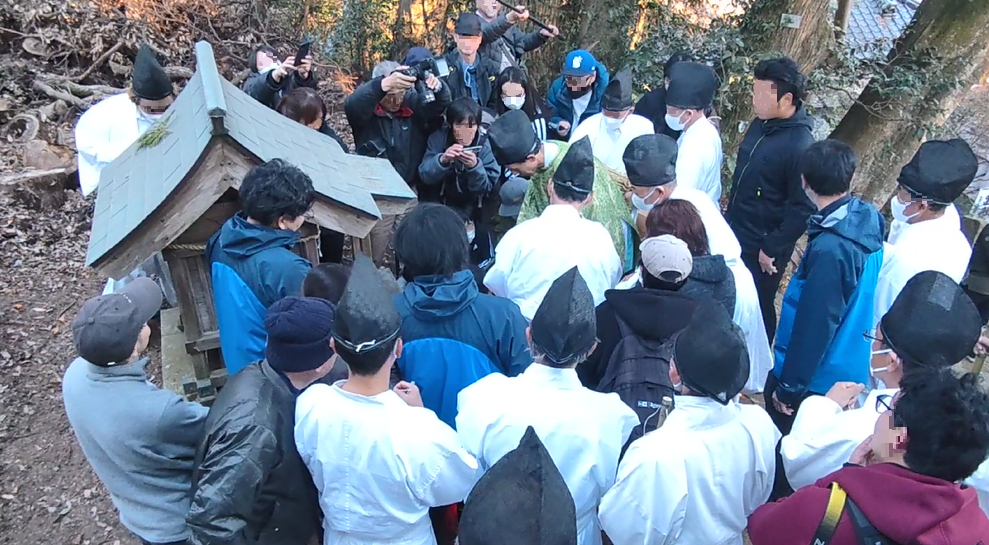
祠（竜神様）に供物を捧げる神官達と待ち構える参拝者
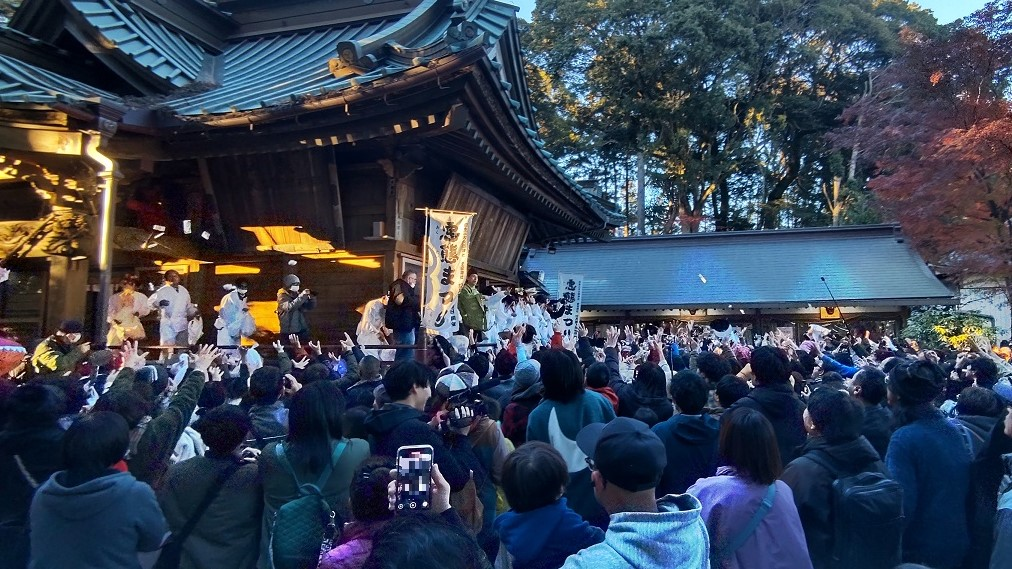
愛宕神社での餅まき

## 由来・歴史
悪態祭りの由来についてはそれを伝える史料が見つかっておらず、確たるものは不明である。その中で言い伝えや説としては以下のようなものがある。
- 愛宕神社では、村人の不満を探る為に、悪口を自由に言える無礼講の祭りを江戸時代中期に藩（当時は土浦藩が当地を治めていた）の役人が始めたと言い伝えている[4][14]。
- 怨霊、疫病の悪を退散する祭りの、"悪退祭"が転じたものとする説[14][17]。
- 嬥歌（）の一種であるとする説[14][17]。嬥歌は歌垣の東国方言で、男女の自由恋愛の行事である[18]。
- 修験者が論戦をしたとの故事にならったものとする説[4]。
- 強い天狗を悪口で言い負かせるような、より強い人間には妖魔も逃げだし幸運が訪れる、とする説[4]。
- 愛宕神社宮司は、この社に落ち延びた京都の公卿一族が、領主についての不平不満を村民達から聴聞した出来事が後々祭りに繋がった旨の話をしている[4]。

1941年（昭和16年）までは昔どおりの習わしで、深夜に男性のみで行われていた。そのかつての行事内容は下記のとおりである。
- かつての行事内容
  - 五霊地区の壮年男子で、配偶者が妊娠中である者、又、家族に忌み事のある者を除いた者から十三天狗の成り手が選ばれる。十三天狗に選ばれた者達は祭りの7日前から愛宕山麓にある行屋（今は無い「密蔵院」と呼ばれていた真言宗の寺[24]の敷地内にこの行屋はある）に籠もり精進潔斎をして、供物を作るなど祭りの準備をする。
  - 祭りは旧暦11月14日の夜から11月15日の丑の刻にかけて行われる。14日の夜には一般の参詣人が県内外から愛宕山に集まり、彼らは焚き火等の明かりの下、悪態を言い合いながら刻限を待つ。悪態をつくのは、相手を言い負かすことができれば幸運が訪れるとされているからである。
  - 午前1時頃[注釈 2]になると愛宕神社からドーンドーンと太鼓が鳴り響く。これを「火しめし」の太鼓と呼び、これを合図に騒然としていた山は静まり返り、焚き火等の灯りは全て消される。そして白装束の天狗達が行屋を飛び出し神職と共に、各祠を巡りながら山頂を目指し、参詣人がそれに続く。天狗達は各祠で供物を供えるが、これを参詣人が奪いとる。天狗は手にした青竹で参詣人を押し返したり、時には叩いたりする。また、参詣人は天狗へも悪口を浴びせては天狗に叩かれたりする。
  - 巡る祠は、水神→毘沙門→にらみ不動（東・西）→春日様→松毬不動→軍陀利様→百カギ不動（百階段不動）とまず巡り、愛宕神社で休んだ後、飯綱神社→松王様（松尾神社）→六角堂→十三天狗祠→竜神様→大黒様（出雲神社）→東の宮である。
  - 各祠への巡拝が終わると天狗達は麓の行屋に戻り、羽抜きの行事後、直会し、祭りは終了する。

深夜に開催されていた当時の祭りを知る者は「今ではとても言えない、聞くに堪えない悪口ばかり。顔が見えないからなんでも言えた」と回想している。
祭りの開催は第二次世界大戦で一時中断された。戦後の再開状況について茨城県教育委員会の報告書では、"戦後からは昼間に開催されるようになったが一部の参詣者が祭り中に騒ぎを起こしたため、祭りの開催が中断され再々開されたのは近年になってからである"、との内容を記している。戦後の状況については他の資料に以下のような情報がある。
- 戦後しばらくは昔のように旧暦11月14日の深夜に開催した[26]。
- 祭りは昭和20年頃に中断し、2012年の10年前（つまり2002年）に復活した[10]。
- 祭りは約40年間中断され、平成になってから再開された。再開当初は規模を縮小していた[25]。

これらの資料で述べられている"中断"とされる状態であるが、愛宕神社宮司は"種々の事情で供物を奪い合う等の激しい行事内容は中止になり、昭和20年代より昼間に本社境内だけで祭事を行っている"旨の記述をしている。また他の資料においても、祭りが昼間小規模で開催されている事が記述されている。
上記の情報を組み合わせると、戦後の悪態祭りは、次のような推移を辿ったことが推測される。すなわち、戦後再開され、しばらくは深夜に開催したが、一部の参詣者の騒動により、昭和20年頃に昼間に愛宕神社周辺のみで小規模に行う形式に変更された。平成に入り昼間に愛宕山麓から出発する現在の内容に規模を広げて開催されるようになった、である。
平成に再々開された悪態祭りでは、かつてのように悪口を言う人が少なくなり盛り上がりにかけていた。そこで地元ではハンドスピーカーで悪口を言う先導役を同行させ、参詣者の悪口を引き出すなどの工夫をしている。笠間市も悪態祭りを観光資源として積極的に活用する動きを見せており、悪態祭りに参加するツアーの誘致や、著名なユーチューバーに依頼しての祭りの動画配信などを行っている。
また近年は、テレビの複数のニュース、バラエティー番組等で祭りの様子が取り上げられ露出が増えている。
これらの効果で悪態祭りの参加者は2011年には約200人だったのが2013年には約1000人になり、その後も1000人以上の参加者が訪れるなど、増加している。
近年の祭りに参加した者達からは、「普段は叫ぶことがないのですっきりした」、「普段出せない大声を出せた」等の感想があがっている。
天狗の山の奇祭は姿を変えながらも、不思議な魅力で人々を引き寄せている。

## 関連文献
図書
- 今瀬文也「愛宕神社」『茨城242社寺ご利益ガイド』茨城新聞社、1987年10月。 NCID BN02395721。
- 岩間郷土史料研究会 編『岩間今昔誌』岩間郷土史料研究会、1935年。NDLJP:1258521。
- 岩間町史編さん資料収集委員会 編『図説岩間の歴史 合併三十五周年記念誌』岩間町、1991年3月。NDLJP:13211449。
- 松倉鶴雄 編「（付録）愛宕神社案内記」『岩間便覧』常陽社、1911年4月。NDLJP:763633。

新聞記事
- 更科公護「悪態祭（連載【奇習奇祭】）」『朝日新聞（茨城版）』1971年3月11日、16（又は18）。

ビデオ・DVD
- 『気軽にハイキング 春の岩間町を訪ねて』（ビデオテープ）〈『おはよう茨城』 No.1034（2002年4月7日放送）〉。
- 『受け継がれるいばらきの奇祭』（ビデオテープ）〈『おはよう茨城』 No.1272（2007年1月14日放送）〉。

インターネット
- “海外のユーチューバーとタイアップした笠間市のPR動画 (1)香港:Jason(ジェイソン)さん”. 笠間市公式ホームページ. 2017年4月15日閲覧。